# Pakin
Pakin is een atol in Micronesia. Het is een vierkante kilometer groot en steekt nauwelijks boven zee uit. Er komt slechts één zoogdier voor, de vleermuis Pteropus molossinus.
De hoofdeilanden zijn Pielepwil, Uyetik, Nikalap en Mant. Er wonen in totaal zo'n 30 mensen.